# Związek Kompozytorów Polskich
Związek Kompozytorów Polskich (ZKP) – polskie stowarzyszenie zrzeszające kompozytorów i muzykologów.

## Historia
Utworzony został podczas Ogólnopolskiego Zjazdu Kompozytorów 29 sierpnia–1 września 1945 w Krakowie, kiedy rozwiązano przedwojenne Stowarzyszenie Kompozytorów Polskich. Siedzibą ZKP od początku jednak została Warszawa. ZKP miał być kontynuacją przedwojennej organizacji działającej od 1925 w środowisku kompozytorskim, a równocześnie miał stanowić monopolistyczny związek twórczy na wzór analogicznych związków istniejących w ZSRR. Również na wzór radziecki, od 1946 zrzeszał także muzykologów, którzy mieli sprawować kontrolę nad zgodnością nowej muzyki z zasadami socrealizmu.
Najbardziej znaną inicjatywą Związku jest festiwal muzyki współczesnej Warszawska Jesień organizowany od 1956. W 1961 organizowane są też lokalne festiwale nowej muzyki. Pierwszym była „Poznańska Wiosna” w 1961, następnym „Krakowska Wiosna Modych Muzyków” w 1962 oraz Festiwal Muzyki Kompozytorów Ziem Zachodnich we Wrocławiu w 1962.
Ponadto ZKP organizuje koncerty, konferencje muzykologiczne, wystawy, konkursy kompozytorskie oraz gromadzi informacje dotyczące współczesnej muzyki polskiej (dostępne na portalu polmic.pl). Od 1949 przyznaje też doroczną nagrodę. Do 1991 nagradzano kompozytorów i wykonawców nowej muzyki, od 1991 laureatami ich mogą być również muzykolodzy, pedagodzy i organizatorzy życia muzycznego zasłużeni dla propagowania polskiej muzyki współczesnej.
Od 1949 przy Związku działa Koło Młodych. Działalność prowadzi 9 oddziałów terenowych znajdujących się w Krakowie, Bydgoszczy (oddział Kujawsko-Pomorski), Łodzi, Poznaniu, Katowicach, Wrocławiu, Gdańsku, Warszawie i Lublinie.

## Prezes honorowy
- Krzysztof Penderecki (od 2015)

## Prezesi
- Piotr Perkowski (1945–1948)
- Zygmunt Mycielski (1948–1950)
- Witold Rudziński (1950–1951)
- Tadeusz Szeligowski (1951–1954)
- Kazimierz Sikorski (1954–1959)
- Zbigniew Turski (1959–1960)
- Stefan Śledziński (1960–1973)
- Jan Stęszewski (1973–1979)
- Józef Patkowski (1979–1985)
- Krzysztof Meyer (1985–1989)
- Andrzej Chodkowski (1989–1993)
- Maciej Małecki (1993–1999)
- Krzysztof Knittel (1999–2003)
- Jerzy Kornowicz (2003–2015)
- Mieczysław Kominek(inne języki) (od 2015)

## Członkowie honorowi
- Grzegorz Fitelberg (1879–1953)
- Piotr Perkowski (1901–1990)
- Nadia Boulanger (1887–1979)
- Witold Lutosławski (1913-1994)
- Kazimierz Sikorski (1895–1986)
- Stefan Śledziński (1897–1986)
- Tadeusz Baird (1928–1981)
- Józef Michał Chomiński (1906–1994)
- Krzysztof Penderecki (1933–2020)
- Kazimierz Serocki (1922–1981)
- Zygmunt Mycielski (1907–1987)
- Roman Palester (1907–1989)
- Aleksander Tansman (1897–1986)
- Andrzej Panufnik (1914–1991)
- Józef Patkowski (1929–2005)
- Stefan Kisielewski (1911–1991)
- Michał Bristiger (1921–2016)
- Henryk Mikołaj Górecki (1933–2010)
- Wojciech Kilar (1932–2013)
- Jan Krenz (ur. 1926)

- Mieczysław Tomaszewski (ur. 1921)
- Stanisław Wisłocki (1921–1998)
- Roman Berger (ur. 1930)
- Włodzimierz Kotoński (1925–2014)
- Krystyna Moszumańska-Nazar (1924–2008)
- Bogusław Schaeffer (ur. 1929)
- Teresa Chylińska (ur. 1931)
- Elżbieta Dziębowska (1929–2016)
- Stanisław Skrowaczewski (ur. 1923)
- Zofia Helman (ur. 1937)
- Eugeniusz Knapik (ur. 1951)
- Jan Stęszewski (1929–2016)
- Ludwik Bielawski (ur. 1929)
- Zygmunt Krauze (ur. 1938)
- Irena Poniatowska (ur. 1933)
- Paweł Szymański (ur. 1954)
- Anna Czekanowska-Kuklińska (ur. 1929)
- Mirosław Perz (ur. 1933)
- Andrzej Nikodemowicz (ur. 1925)